# Josef Balejka
plk. v. v. Josef Balejka (4. března 1917 Valašské Klobouky – 7. července 2004 Valašské Klobouky) byl československý pilot.

## Život
Za druhé světové války sloužil v britském RAF nejprve jak stíhač u 303. polské perutě, později létal s hlídkovým bombardérem u 311. čs. perutě. Během války jeho maminku Annu Němci věznili v internačním táboře ve Svatobořicích, ze kterého se vrátila.
Po válce žil ve Velké Británii, přechodně se živil jako řidič autobusu, ale po doplnění kvalifikace pracoval jako pilot obchodního letectva. Později založil strojírenskou firmu. Na rodné Valašsko se natrvalo vrátil až po roce 1989. Zemřel roku 2004 ve Valašských Kloboukách a byl pohřben na městském hřbitově.

## Vyznamenání
- Kříž za chrabrost, udělen 19.09.1939 (Polsko)
- Československá medaile Za chrabrost před nepřítelem, udělen 02.03.1946
- Československý válečný kříž 1939, udělen 23.09.1946
- Československá vojenská medaile za zásluhy, I. stupeň
- Pamětní medaile československé armády v zahraničí, se štítky F a VB
- Hvězda 1939–1945[4] (Velká Británie)
- Medaile Za obranu[5] (Velká Británie)
- Válečná medaile 1939–1945[6] (Velká Británie)
- Evropská hvězda leteckých osádek[7], se štítkem Francie a Německo (Velká Británie)